# Megascolides australis
Megascolides australis, popularmente conhecida por Minhoca Gigante de Gippsland, é uma espécie de minhoca nativa da Austrália. É uma minhoca de grandes dimensões, mediando em média 80 cm de comprimento e 2 cm de diâmetro, podendo atingir os 3 metros de comprimento. Possuem uma cabeça de cor púrpura escuro e um corpo de cor rosa acizentado.
Vivem no subsolo de terrenos argilosos, na região de Gippsland, na Austrália.
Vivem em sistemas de tocas por eles construídos e necessitam de água no seu ambiente para poderem respirar. Raramente saem dos seus sistemas de tocas.
Têm uma longevidade elevada para um invertebrado, podendo demorar até cinco anos a atingir a maturidade. Reproduzem-se nos meses mais quentes, produzindo ovos encasulados. Os juvenis saem dos ovos após 12 meses, já com cerca de 20 cm de comprimento.

## Estado de conservação
Tal como aconteceu com muitas espécies nativas da Austrália, a colonização europeia causou o declínio desta espécie. Actualmente é uma espécie protegida.